# Sorocea duckei
Sorocea duckei là một loài thực vật có hoa trong họ Moraceae. Loài này được W.C. Burger miêu tả khoa học đầu tiên năm 1962.